# Sorești, Buzău
Sorești este un sat în comuna Blăjani din județul Buzău, Muntenia, România. Se află în zona Subcarpaților de Curbură. Localitatea e străbătută de drumul județean DJ215A fiind situată la o altitudine medie de 300m. Activitățile principale ale locuitorilor satului sunt producerea cerealelor, viticultura și creșterea animalelor. Tradiția viticolă a zonei e amintită și în Marele Dicționar Geografic al României scris în preajma lui 1900. Specific zonei este o marcă cu reputatie regională de vin roșu, sec.
Prin cadrul "Opération Villages Roumains" localitatea s-a înfrățit, imediat după anii 1989 cu localitatea franceză Prouilly.

## Istorie
Marele Dicționar Geografic al României amintește apelând tradiția, că "primii locuitori care s-au stabilit în zonă proveneau din Blaj de unde se trage și numele comunei - Blăjani. Succesorii acestora sunt ceata moșnenilor Blăjani de astăzi*. Unul dintre acești moșneni, Soare, s-a stabilit mai jos și descendenții săi au dat naștere cătunului Sorești, care s-a format în jurul schitului Flămânda, desființat din vechime și în locul căruia s-a ridicat biserica de mir** a locuitorilor din cătunul Sorești."
În preajma anului 1900 populația localității era cifrată la 350 de locuitori.
Satul, așezat în trecut pe partea de nord a moșiilor: Cătuneanu și Antonescu, a făcut parte din comuna Zilișteanca pînă în 1881 când a trecut la comuna Blăjani. Se spune de asemenea că populațiile din zona colinară și locuitorii fostei comune Zilișteanca în vremurile de razmeriță, se retrăgeau în partea de nord-vest a moșiei Tătăranca și Slobozia de Calnău, pe unde se află astăzi subdiviziunea satului numită Flămânda. Aceasta se află pe teritoriul vechii moșii – Tătaranca - actualmente alipita comunei Blăjani, datorita faptului ca geografic este situata mai aproape de această comună. Aici protejați de văile și dealurile acoperite cu păduri, așteptau până la trecerea năvălitorilor, după care se retrăgeau la vechile vetre de sat.
Aceste paduri se întindeau pe suprafețe mari și în Câmpia Dunării, așa cum este cazul Codrilor Vlăsiei, din care astazi se conservă încă mai multe părți, inclusiv una în apropiere de Sorești, Crângul din vestul Buzăului.